# Alexander Linhardt
Alexander Linhardt (* 1976 in Graz) ist ein österreichischer Schauspieler.

## Leben
Alexander Linhardt erhielt privaten Schauspiel- und Gesangsunterricht in Wien.
Seine ersten Schauspielerfahrungen machte er in Zusammenarbeit mit Ed. Hauswirth (* 1965) und Monika Klengel vom Grazer „Theater im Bahnhof“. Später hatte er Theaterengagements u. a. bei den Altmühlseefestspielen in Süddeutschland (2010, als „Der Grenzer“ im Volksstück Der Weibsteufel), am Theater Amstetten (2011) und am Kosmostheater in Wien (2013, als „Der Chef“ in der Uraufführung des Theaterstücks Pornoladen von Isabella Feimer).
Seit 2004 steht Linhardt in diversen Film- und Fernsehrollen vor der Kamera. Dabei arbeitete er u. a. unter der Regie von Dominique Othenin-Girard, Helmut Köpping, Jakob M. Erwa, Leo Maria Bauer und Nikolaus Leytner.
In der österreichischen Comedyserie Die Lottosieger (2012) hatte er eine Serienrolle als Geldtransportfahrer Pauli Wurzer. Außerdem spielte er Episodenrollen in österreichischen TV-Serien wie Schnell ermittelt (2014), CopStories, SOKO Kitzbühel (2014, als Geschäftspartner und Bruder eines Promi-Friseurs) und SOKO Donau (2015, als Umweltaktivist Roland Tauber).
Im ORF-Tatort: Baum fällt (Erstausstrahlung: November 2019) verkörperte Linhardt, an der Seite von Caroline Frank, den tatverdächtigen Bruder eines ermordeten Kärntner Sägewerkbesitzers.
Linhardt, der auch als Moderator bei Abendveranstaltungen, Galas sowie politischen, wirtschaftlichen und sportlichen Events arbeitet, lebt in Wien.

## Filmografie (Auswahl)
- 2005: Der Todestunnel – Nur die Wahrheit zählt (Fernsehfilm)
- 2005: Die Country Kids aus der Steiermark (Fernsehserie)
- 2006: Kotsch (Kinofilm)
- 2007: Heile Welt (Kinofilm)
- 2008: Schlimmer geht’s nimmer! (Kinofilm)
- 2012: Ein guter Mensch (Kurzfilm)
- 2012: Die Lottosieger (Fernsehserie)
- 2014: Blutsschwestern (Fernsehfilm)
- 2014: Schnell ermittelt: Leben (Fernsehserie, eine Folge)
- 2014: CopStories: Alles Liebe (Fernsehserie, eine Folge)
- 2015: SOKO Kitzbühel: Im toten Winkel (Fernsehserie, eine Folge)
- 2015: Der Blunzenkönig (Fernsehfilm)
- 2015: SOKO Donau: Heldentod (Fernsehserie, eine Folge)
- 2016: Unter Toten (Kurzfilm)
- 2018: Die Rückkehr des Daumens (Kinofilm)
- 2019: Im Schatten der Angst (Fernsehfilm)
- 2019: Tatort: Baum fällt (Fernsehreihe)
- 2019: SOKO Donau: Angeltrip (Fernsehserie, eine Folge)
- 2022: Der Fuchs
- 2023: Am Ende – Die Macht der Kränkung (Fernsehserie)
- 2024: WaPo Bodensee: Vermisst (Fernsehserie, eine Folge)